# Ötfős hadsereg
Az Ötfős hadsereg (eredeti cím: Un esercito di cinque uomini) 1969-ben bemutatott olasz westernfilm, melynek főszereplője Peter Graves, a későbbi Mission Impossible sorozat sztárja. A főhős egyik segítőjét Bud Spencer alakította. A filmet Don Taylor és Italo Zingarelli rendezte, a forgatókönyvet Dario Argento és Marc Richards írta, a zenéjét Ennio Morricone szerezte, a producere szintén Italo Zingarelli volt. A film a Tiger Film gyártásában készült. Műfaja akció-filmvígjáték (spagettiwestern). 
Olaszországban 1969. október 16-án mutatták be a mozikban. Magyarországon két szinkronos változat is készült belőle, amelyből az elsőt a Duna Televízióban 2010. október 16-án, a másodikat pedig a Film Mániában 2014. február 6-án vetítették le a televízióban.

## Cselekmény
A mexikói forradalom idején egy ember, akit csak a Hollandként emleget mindenki, összehívja néhány cinkosát, hogy támadjanak meg egy pénzszállítmányt. A terv célja, egy félmillió dollár értékű aranyrakományt szállító vonat megtámadása, amit több tucat katona őriz, és amely ellenőrzőpontok egész során halad keresztül.

## Szereplők
| Szerep                    | Színész            | Magyar hang                        | Magyar hang                           |
| Szerep                    | Színész            | 1. magyar szinkron (Duna TV, 2010) | 2. magyar szinkron (Film Mania, 2014) |
| ------------------------- | ------------------ | ---------------------------------- | ------------------------------------- |
| Holland                   | Peter Graves       | Rosta Sándor                       | Mihályi Győző                         |
| Nicolas Augustus százados | James Daly         | Barbinek Péter                     | Rosta Sándor                          |
| Mesito                    | Bud Spencer        | Turi Bálint                        | Törköly Levente                       |
| Luis Dominguez            | Nino Castelnuovo   | Dolmány Attila                     | N/A                                   |
| Szamuráj                  | Tanba Tecuró       | eredeti nyelven                    | eredeti nyelven                       |
| Manuel Esteban            | Claudio Gora       | Szinovál Gyula                     | N/A                                   |
| Gutierrez kapitány        | Carlo Alighiero    | Galbenisz Tomasz                   | Háda János                            |
| Mexikói katonatiszt       | Antonio Monselesan | Németh Gábor                       | Maday Gábor                           |
| Excellencia               | Dante Cleri        | Végh Ferenc                        | Pálfai Péter                          |
| Pókerjátékos              | Steffen Zacharias  | N/A                                | Pálfai Péter                          |
| Cirkuszigazgató           | Dan Sturkie        | N/A                                | Forgács Gábor                         |

## Televíziós megjelenések
- 1. magyar szinkron: Duna TV
- 2. magyar szinkron: Film Mania, AMC